# سندی اسکوردو
سندی اسکوردو (به انگلیسی: Sandy Scordo؛ متولد ۲۵ ژوئیه ۱۹۸۵) کاراته‌کای فرانسوی است. وی در مسابقات کاراته قهرمانی جهان در مسابقات کاتای انفرادی بانوان، دو بار در سالهای ۲۰۱۲ و ۲۰۱۴ برنده مدال نقره شد.

## حرفه
در سال ۲۰۰۹، وی در مسابقات قهرمانی کاراته اروپا که در زاگرب، کرواسی برگزار شد، یکی از مدال‌های برنز کاتای زنان را به دست آورد. وی در مسابقات قهرمانی کاراته اروپا در سال‌های ۲۰۱۰، ۲۰۱۱ و ۲۰۱۲ به مدال نقره این دسته دست یافت. وی در همین مسابقات در سالهای ۲۰۱۳ و ۲۰۱۴ یکی از مدال‌های برنز را از آن خود کرد.
وی در بازی‌های جهانی ۲۰۱۳ که در کالی، کلمبیا برگزار شد، در مسابقات کاتای زنان موفق به کسب مدال طلا شد. در همان سال، او در المپیک هنرهای رزمی ۲۰۱۳ که در سن پترزبورگ، روسیه برگزار شد نیز در مسابقات کاتای زنان مدال طلا را از آن خود کرد.
در سال ۲۰۱۵، وی در بازی‌های اروپایی ۲۰۱۵ که در باکو، جمهوری آذربایجان برگزار شد، در مسابقات کاتای زنان برنده مدال نقره شد. در بازی نهایی او در برابر ساندرا سانچز از اسپانیا شکست خورد.
در سال ۲۰۱۷، وی در مسابقات جهانی ۲۰۱۷ که در وروتسواف، لهستان برگزار شد، در مسابقات کاتای زنان، با پیروزی در برابر ساکورا کوکومای از ایالات متحده، مدال برنز را بدست آورد.